# Humbert II de Savoia
Humbert II de Savoia, conegut amb el sobrenom de El Gras, (Carignano, Savoia v 1065 - 1103) fou el comte de Savoia entre 1080 i 1103.

## Orígens familiars
Va néixer vers el 1065 a la població de Carignano, en aquells moments situat al comtat de Savoia i que avui en dia forma part de la província italiana de Torí, sent fill del comte Amadeu II de Savoia i la seva esposa Joana de Ginebra. Era net per línia paterna d'Odó I de Savoia i Adelaida de Susa, i per línia materna de Gerold II de Ginebra.

## Ascens al tron comtal
A la mort del seu pare, ocorreguda el 1080, fou nomenat titular del comtat de Savoia. Els primers anys del seu mandat tingué la tutela de la seva àvia Adelaida de Susa, la qual era la verdadera titular del comtat. A la mort d'aquesta, ocorreguda l'any 1091, veié com el seu comtat fou ocupat per l'emperador Enric IV del Sacre Imperi Romanogermànic per tal de posar ordre en els dominis del Marquesat de Torí, ocupat per Federic de Montbéliard.
A la seva mort, ocorreguda el 14 d'octubre de 1103, fou succeït pel seu fill Amadeu III de Savoia.

## Núpcies i descendents
Es casà, vers el 1090, amb Gisela de Borgonya, filla del comte Guillem I de Borgonya. D'aquesta unió nasqueren:
- Adelaida de Savoia (1092-1154), casada el 1115 amb el rei Lluís VI de França[1]
- Amadeu III de Savoia (1095-1189), comte de Savoia[1]
- Guillem de Savoia (?-1130)[1]
- Agnès de Savoia (1105-1180), casada amb Arquimbald VII de Borbó, senyor de Borbó.[1]
- Humbert de Savoia (?-1131)[1]
- Reginald de Savoia (?-1150)[1]
- Guiu de Savoia, abat de Namur[1]